# جون في. داينر
جون في. داينر هو محامي وسياسي أمريكي، (و. 1887  م). نشط حزبياً في الحزب الديمقراطي.